# Pomiłowo
Pomiłowo (niem.: Marienthal) – wieś w Polsce położona w województwie zachodniopomorskim, w powiecie sławieńskim, w gminie Sławno na trasie zawieszonej obecnie linii kolejowej Sławno-Korzybie.
W latach 1975–1998 miejscowość administracyjnie należała do województwa słupskiego.
W miejscowości był przystanek kolejowy Pomiłowo.